# Инфрацрвена астрономија
Инфрацрвена астрономија је грана астрономије и астрофизике која проучава астрономске објекте видљиве у инфрацрвеном делу спектра електромагнетног зрачења. Таласне дужине инфрацрвеног зрачења крећу се од 0,75 до 300 микрометара. У спектру електромагнетног зрачења инфрацрвено се налази између оптичког (видљивог) и радио зрачења.
Инфрацрвена астрономија започета је 1830-их година, неколико деценија након открића инфрацрвеног зрачења од стране Вилијама Хершела 1800. године. Међутим, тек у 20-том веку су детектовани астрономски извори инфрацрвеног зрачења, не рачунајући Сунце и Месец. Модерна инфрацрвена астрономија настала је 1950-их и 1960-их.

## Инфрацрвени телескопи
Инфрацрвена светлост се најчешће детектује истим телескопима као и видљива, а обе врсте светлости користе и сличне, али не и исте детекторе. Инфрацрвена светлост из свемира је незанемарљивим делом апсорбована у Земљиној атмосфери, прецизније, воденом паром у атмосфери. Већина инфрацрвених телескопа се стога гради на великим висинама у местима са сувљом климом. Инфрацрвени телескопи у свемиру укључују Шпицеров телескоп и Хершелову свемирску обсерваторију.
Детектори инфрацрвеног зрачења морају бити хлађени, на пример течним азотом. Разлог овоме је да тела на температури од пар стотина Келвина (свакодневне температуре) емитују своје топлотно зрачење као инфрацрвено. Уколико детектори не би били хлађени, они би сами емитовали довољно инфрацрвеног зрачења које би загушило сигнал зрачења из свемира које треба снимити.

## Теме проучавања
Астрономи користе резултате детекције и снимања инфрацрвеног зрачења за проучавање астрономских објеката. На пример, инфрацрвена мерења пројеката 2MASS и WISE су открила до тада неоткривена звездана јата.